# Aporosa yunnanensis
Aporosa yunnanensis là một loài thực vật có hoa trong họ Diệp hạ châu. Loài này được (Pax & K.Hoffm.) F.P.Metcalf mô tả khoa học đầu tiên năm 1931.